# Josef Lax
Josef Lax (* 19. Mai 1851 in Wien; † 13. März 1909 ebenda) war ein österreichischer Bildhauer des Historismus.

## Leben

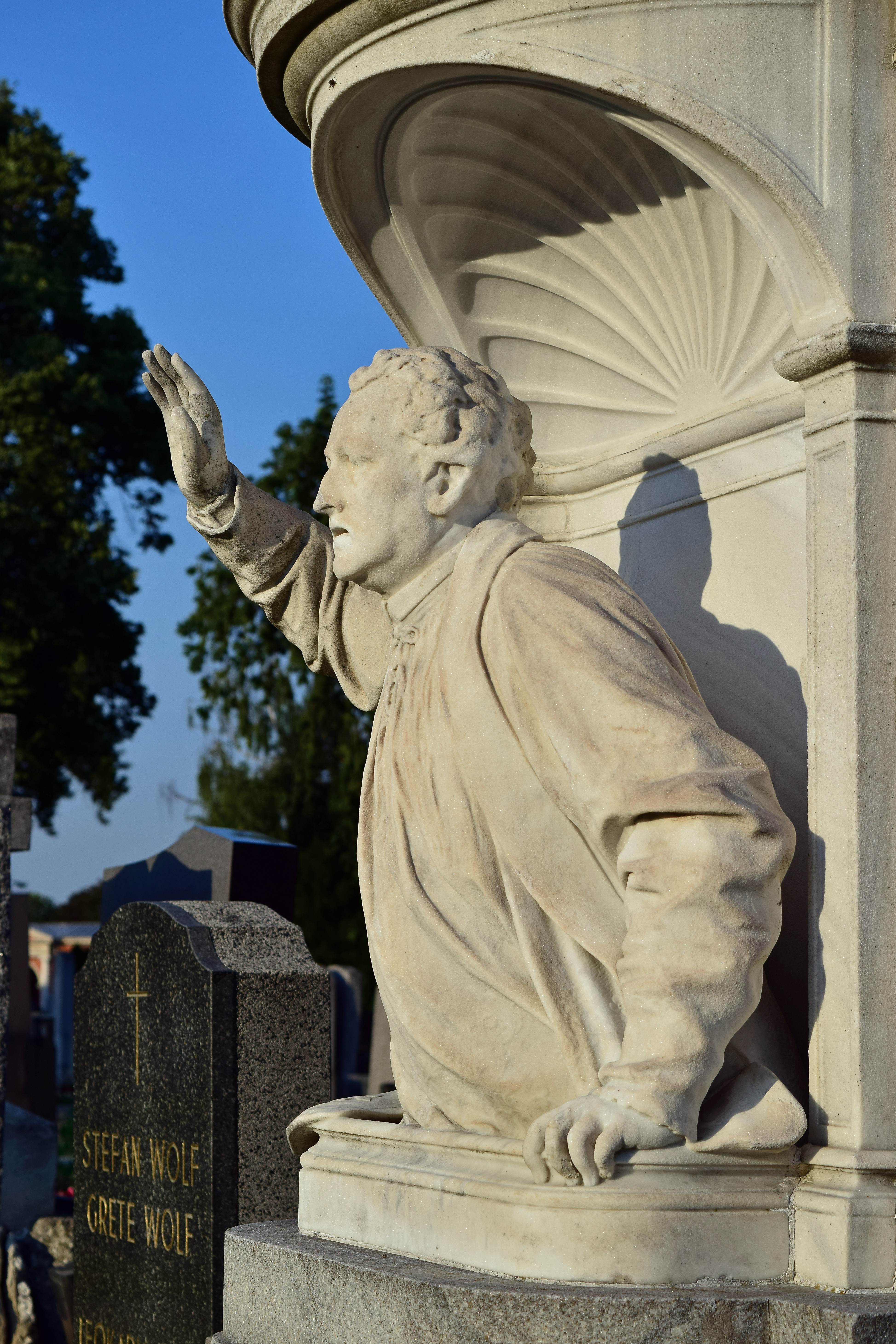
Büste am Grab von Anton Füster, Wiener Zentralfriedhof (1882)

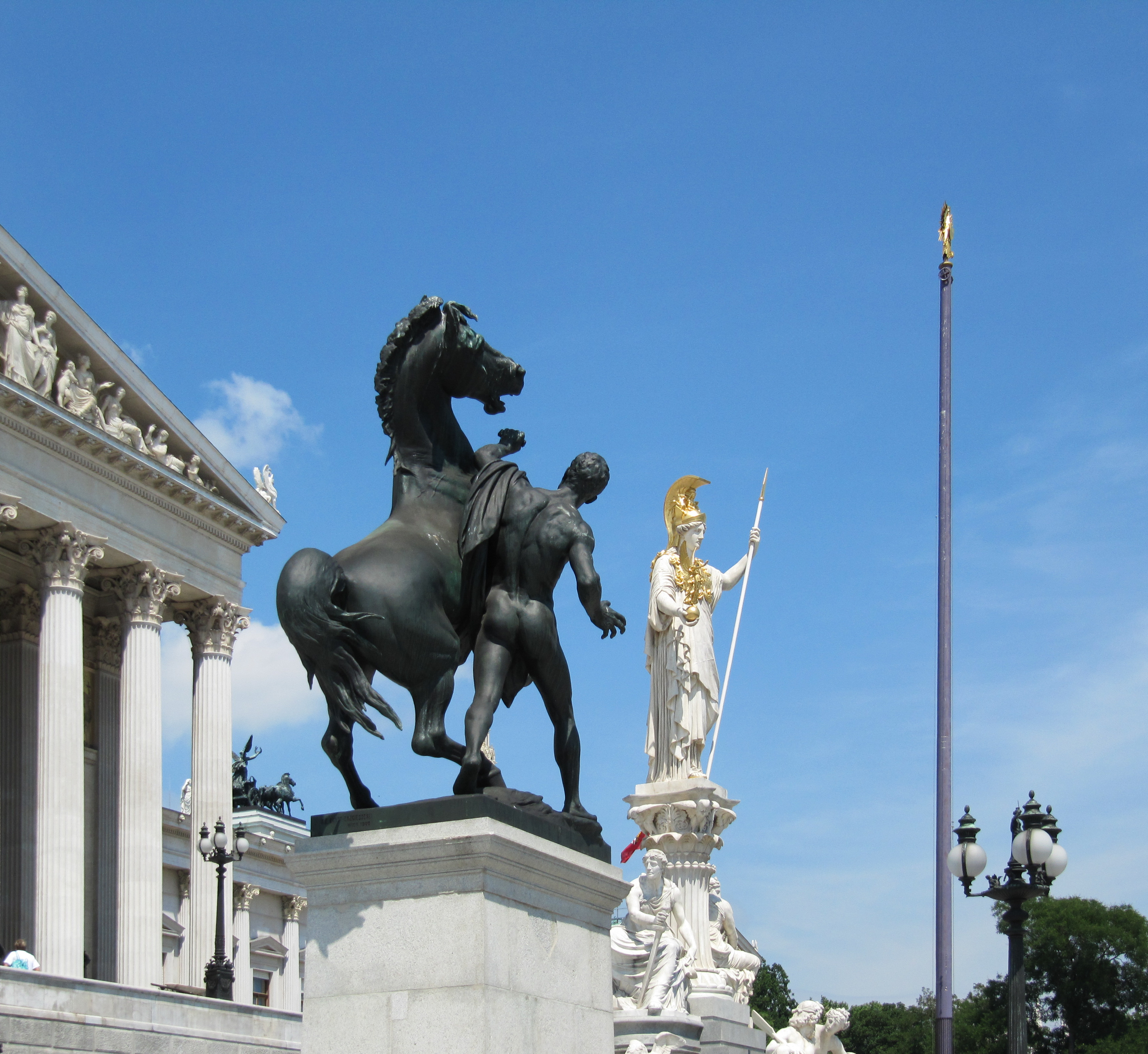
Rossebändiger, Parlamentsgebäude Wien

Josef Lax studierte ab 1866 an der Akademie der bildenden Künste Wien bei Franz Bauer und Carl Kundmann. Nach Studienreisen wieder in Wien wurde er 1876 Mitglied des Wiener Künstlerhauses. Lax wurde nach seinem Tode auf dem Wiener Zentralfriedhof (Grab 41 A / 1 / 4) bestattet.

## Werk
Josef Lax arbeitete im damals herrschenden Stil des Historismus. Er schuf vor allem Plastiken für die Ausgestaltung verschiedener Monumentalbauten in der Wiener Ringstraßenzone sowie Grabdenkmäler.
- Bronzeputtengruppen, Kaiserin-Elisabeth-Spital, Bettina-Stiftungspavillon, Stiege, Wien 15 (1882)
- Büste, Grabmal Anton Füster, Wiener Zentralfriedhof (1882)
- Statuen von Caroline Neuber, Friedrich Ludwig Schröder, Conrad Eckhof, August Wilhelm Iffland, Feststiege, Burgtheater, Wien 1 (um 1882)
- Figuren der Jurisprudenz, Universität, Wien 1
- Statue eines Bürgersoldaten und Vertreter bürgerlicher Berufe, Rathaus, Attikabalustrade, Wien 1
- Schrifttafeln mit Künstlernamen und bukolischen Szenen, Kunsthistorisches Museum, Saal VII, Wien 1
- Porträtmedaillon von Johann Natterer, Naturhistorisches Museum, Vestibül, Wien 1
- Herkules befreit Prometheus, Michaelertrakt, Hofburg, Wien 1 (1893)
- Bronzebüste, Grabmal Eduard Herbst, Wiener Zentralfriedhof (1894)
- Büstentondo und bekrönende Musenfigur, Grabmal Franz Köstinger, Wiener Zentralfriedhof
- Friede, Neue Burg, Corps de Logis, Wien 1 (um 1900)
- Livius, Parlament, Rampe, Wien 1 (1900)
- 4 Rossebändiger, Bronze, Parlament, Wien 1 (entworfen 1882, gegossen 1898–1901)
- Statuen von Appius Claudius und Ptolemäus Lagi, Orpheus und Numa Pompilius, Plato und Aristoteles,  T. Manlius Torquatus, Parlament